# Вальмохадо
Вальмохадо (ісп. Valmojado) — муніципалітет в Іспанії, у складі автономної спільноти Кастилія-Ла-Манча, у провінції Толедо. Населення — 4026 осіб (2010).
Муніципалітет розташований на відстані близько 40 км на південний захід від Мадрида, 38 км на північ від Толедо.

## Демографія
Динаміка населення (INE ):

## Галерея зображень

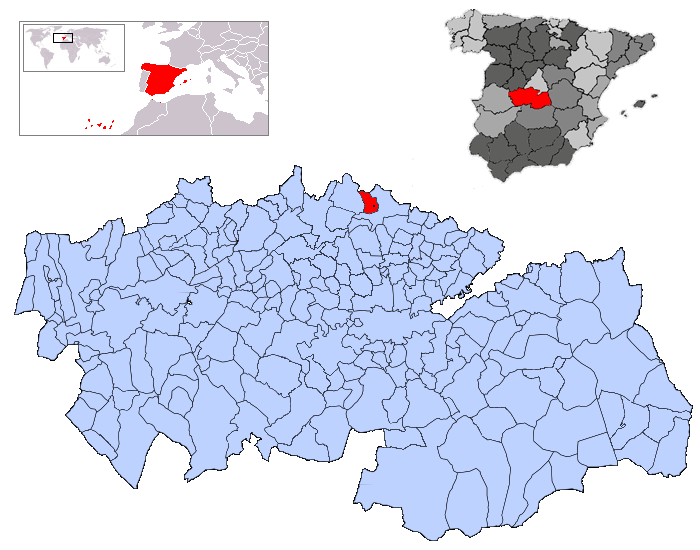
Розташування муніципалітету у провінції Толедо